# Markus Stangl
Markus Stangl (ur. 29 kwietnia 1969, zm. 1 listopada 2020) – niemiecki szachista, arcymistrz od 1993 roku.

## Kariera szachowa
W 1989 r. reprezentował Niemcy w mistrzostwach świata (w Tunji) i Europy (w Arnhem) juniorów w kategorii do 20 lat. W 1990 r. zajął II m. (za Tiborem Tolnaiem) w Kecskemet oraz podzielił II m. w Budapeszcie (turniej Noviki-B, za Walentinem Arbakowem, wspólnie z Adrianem Michalczyszynem i Władimirem Sawonem). W 1991 i 1992 r. dwukrotnie zdobył złote medale w mistrzostwach Niemiec w szachach błyskawicznych. W 1992 r. zwyciężył (wspólnie z Paulem van der Sterrenem) w Nettetalu oraz podzielił II m. (za Csabą Horvathem, wspólnie z Peterem Lukacsem) w turnieju Eurodata w Budapeszcie, w 1993 r. podzielił I m. (wspólnie z Michaelem Bezoldem) w Brnie (turniej B) oraz podzielił III m. (za Anthony Milesem i Jurijem Dochojanem, wspólnie z m.in. Jurijem Bałaszowem, Siergiejem Kaliniczewem i Jewgienijem Agrestem) w otwartym turnieju w Münsterze, natomiast w 1995 r. dwukrotnie podzielił III m. w Pekinie (turniej Lee Cup – za Borysem Altermanem i Wang Zilim, wspólnie z Uwe Bönschem, Ye Rongguangiem i Tong Yuanmingiem i turniej Tan Chin Nam Cup – za Ye Jiangchuanem i Wang Zilim, wspólnie z Borysem Altermanem) oraz zwyciężył (wspólnie z Mają Cziburdanidze i Robertem Kempińskim) w Lippstadt. W 1997 r. zajął w Lippstadt III m. (za Mają Cziburdanidze i Romanem Slobodjanem). Od 1999 r. w turniejach startował sporadycznie, praktycznie wyłącznie w rozgrywkach drużynowych w Niemczech, Austrii i we Włoszech.
Najwyższy ranking w karierze osiągnął 1 stycznia 1996 r., z wynikiem 2565 punktów zajmował wówczas 8. miejsce wśród niemieckich szachistów.